# Václav Daněk
Václav Daněk (* 22. Dezember 1960 in Ostrava) ist ein ehemaliger tschechischer Fußballspieler und Fußballtrainer.

## Spielerkarriere
Daněk startete seine Karriere 1979 bei Baník Ostrava. Von 1983 bis 1985 spielte der Stürmer für Dukla Prag und kehrte anschließend wieder nach Ostrava zurück. 1986/87 holte er sich mit 24 Treffern die Torjägerkrone.
1989 wechselte er zum FC Swarovski Tirol in die österreichische Liga. 1990/91 wurde er dort mit 29 Toren Torschützenkönig. Daněk wechselte zu Le Havre AC, kehrte aber nach nur einem Jahr nach Innsbruck zurück, wo er 1992/93 mit 24 Treffern erneut bester Torschütze wurde. 1995 beendete der Tscheche seine Profi-Karriere und wechselte in die Landesliga Niederösterreichs zum SC Retz, wo er bis 1999 spielte. In die Kleinstadt in der Nähe der tschechischen Grenze kam er nur zu einem Training unter der Woche und reiste am Wochenende zu den Spielen an. 
Für die tschechoslowakische Nationalmannschaft machte Daněk 22 Spiele, in denen er neun Tore schoss.

## Trainerkarriere
Seine Trainerlaufbahn begann Daněk in der Spielzeit 1998/99 als Assistent beim FC Karviná. 1999/00 übte er diese Funktion bei Baník Ostrava aus. In der folgenden Saison übernahm er die Junioren von Baník. Von 2001 bis 2003 trainierte er dessen B-Mannschaft in der dritten tschechischen Liga. In der Hinrunde der Saison 2003/04 war er Trainer beim 1. FK Drnovice, zur Rückrunde wechselte er zum Ligakonkurrenten FC Vítkovice. Ende 2004 wechselte Daněk zum slowakischen Verein Dukla Banská Bystrica, mit dem er den slowakischen Pokal 2004/05 gewann.
Ende 2005 kehrte er zum abstiegsgefährdeten FC Vítkovice zurück und konnte mit der Mannschaft die Klasse halten. Nach der Hinrunde der Saison 2006/07 wurde er wegen mangelnden Erfolgs entlassen. Von Juli 2007 bis September 2008 trainierte Daněk den damaligen Zweitligisten Fotbal Fulnek.  Ab 2010 übernahm Daněk das Traineramt beim Zweitligisten FC Hlučín.